# Île Vassilievski
L'île Vassilievski (en russe : Васильевский остров, Vassilievski ostrov) est une île de Saint-Pétersbourg, bordée par le golfe de Finlande à l'ouest et la Neva au sud. Géographiquement, l'île se décompose en deux parties principales. Le sud et l'est de l'île sont plus anciens, avec la plupart des bâtiments datant du XIXe siècle. La partie ouest de l'île a été développée beaucoup plus tard, à la fin de l'époque soviétique, et comporte surtout des immeubles typiquement soviétiques.
Elle était devenue au XVIIIe siècle un quartier de résidence pour les Français grâce à l'architecte Jean-Baptiste Leblond. L'île est surtout connue pour les Douze Collèges, qui abritent maintenant l'université d'État de Saint-Pétersbourg, ainsi que pour l'ancien bâtiment de la Bourse (aujourd'hui musée de la Marine de Guerre) avec ses colonnes rostrales à la pointe de l'île. L'édifice baroque de couleur bleu turquoise de la Kunstkamera est également un point de vue célèbre de Saint-Pétersbourg.
L'île abrite notamment le cimetière luthérien de Saint-Pétersbourg, où avait été provisoirement enterré Leonhard Euler. Mikhaïl Lomonossov y avait établi son laboratoire.
L'obélisque de Roumiantsev, au centre de la place Roumiantsev, commémore les victoires du comte Piotr Roumiantsev pendant la guerre russo-turque entre 1768 et 1774, et son service dans la guerre russo-turque de 1787–1792 ; initialement situé sur le Pré Tsaritsyn, il a été déplacé sur l'île Vassilievski après 1818.
L'île comporte également l'église Saint-Michel, une église luthérienne.

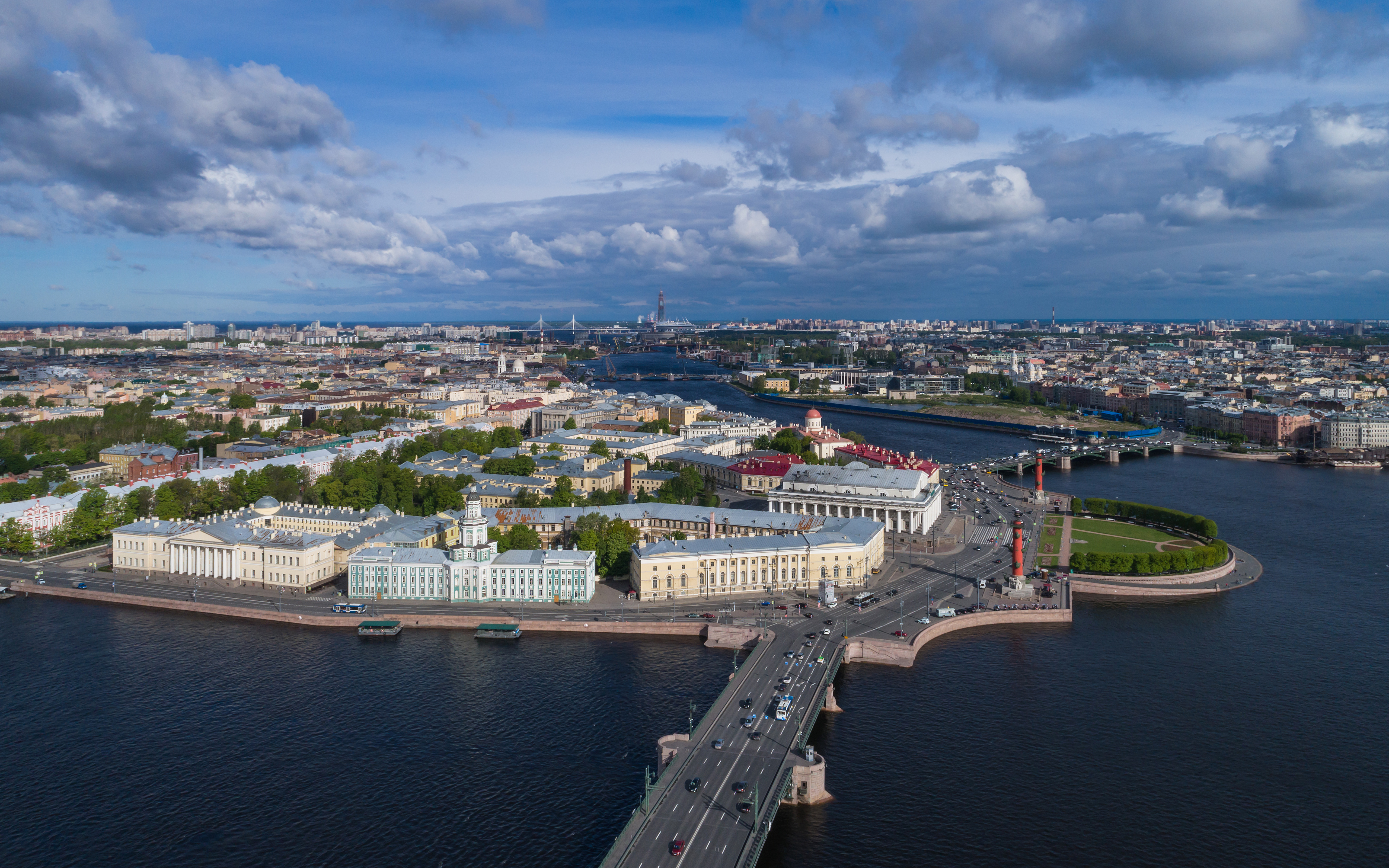
Vue aérienne de l'ile. Juin 2017.
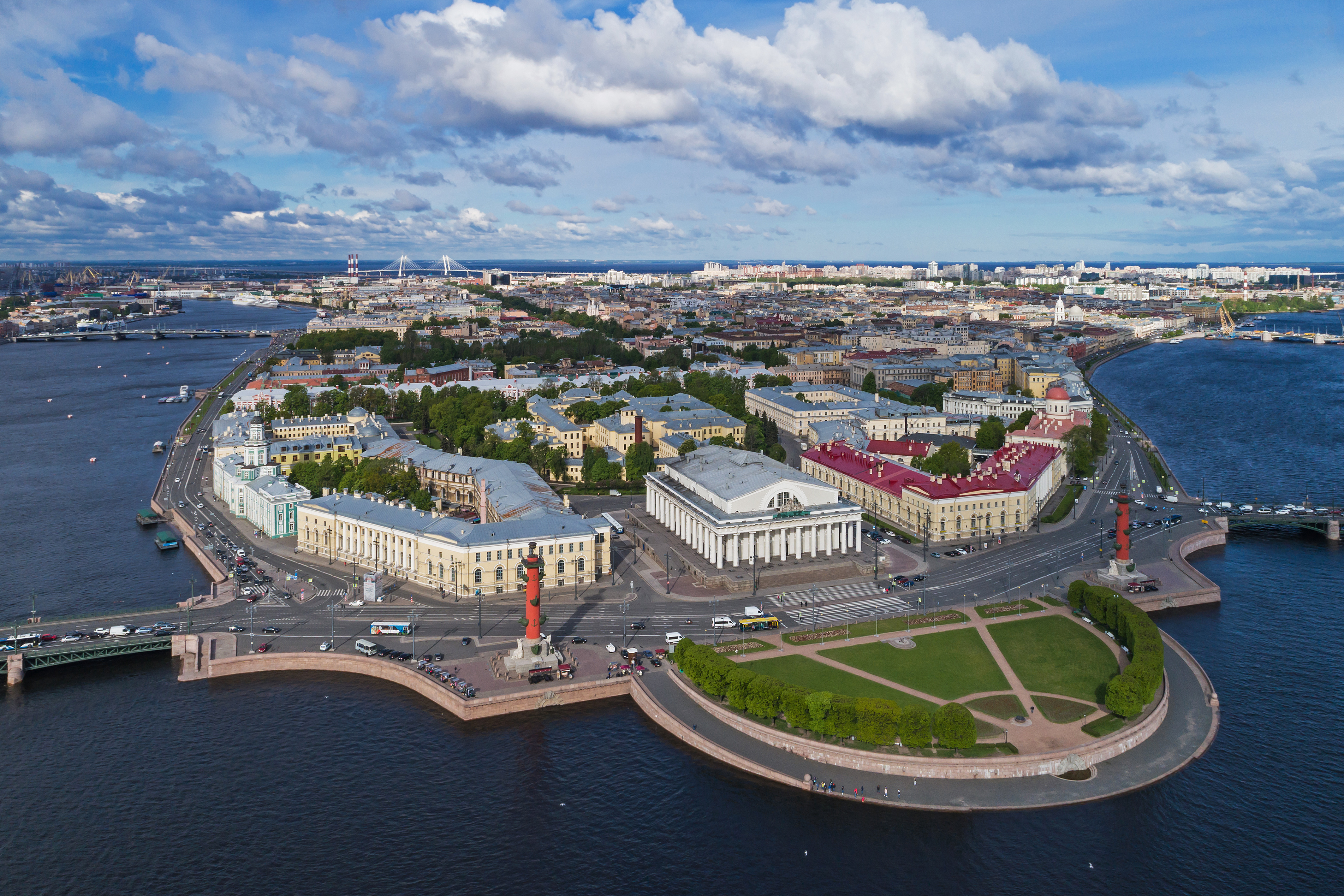
Pointe de l'île avec ses colonnes rostrales et l'ancien bâtiment de la Bourse.

Le district de Vassilievski est une division administrative de Saint-Pétersbourg, avec 209 188 habitants en 2017, 203 058 habitants d'après le recensement préliminaire de 2010 et 199 692 habitants d'après le recensement de 2002.
L'île Vassilievski est reliée au centre historique par le pont de l'Annonciation, qui traverse la Neva, et aussi par le pont de l'Oural qui traverse la Smolenka et elle est reliée  à l'île Petrogradsky par le pont de la Bourse, qui traverse la Petite Neva.